# Elaenia obscura
Elaenia obscura là một loài chim trong họ Tyrannidae.